# Svetlana Šiškina-Malachova
Svetlana Anatol'evna Šiškina-Malachova, accreditata come Svetlana Malakhova-Shishkina dalla FIS (cirillico Светлана Анатольевна Шишкина-Малахова; Serebrjansk, 27 marzo 1977), è un'ex fondista kazaka.

## Biografia
In Coppa del Mondo esordì il 9 dicembre 1995 a Davos (73ª) e ottenne l'unico podio il 16 febbraio 2007 a Changchun (3ª).
In carriera prese parte a quattro edizioni dei Giochi olimpici invernali, Nagano 1998 (35ª nella 5 km, 49ª nella 15 km, 30ª nella 30 km, 42ª nell'inseguimento, 12ª nella staffetta), Salt Lake City 2002 (21ª nella 10 km, 33ª nella 15 km, 16ª nella 30 km, 24ª nell'inseguimento, 11ª nella staffetta), Torino 2006 (14ª nella 10 km, 40ª nella 30 km, 12ª nell'inseguimento, 13ª nella staffetta) e Vancouver 2010 (10ª nella 10 km, 42ª nella 30 km, 25ª nell'inseguimento, 9ª nella staffetta), e a otto dei Campionati mondiali (4ª nella staffetta a Val di Fiemme 2003 il miglior risultato).

## Palmarès

### Coppa del Mondo
- Miglior piazzamento in classifica generale: 32ª nel 2006
- 1 podio (individuale[1]):
  - 1 terzo posto